# Koppen (televisieprogramma)
Koppen was een reportageprogramma van de VRT (onderdeel VRT Nieuws), dat werd uitgezonden op Eén.
Elke aflevering bestond uit drie reportages, vaak in het human-interestgenre. Tot 2007 was er een keer per maand een speciale versie van Koppen te zien, namelijk Koppen Justitie, gepresenteerd door Caroline Van den Berghe. Vanaf 2008 werd deze maandelijkse uitzending echter geschrapt.
In 2013 werd Koppen vernieuwd: Tim Verheyden werd de nieuwe presentator, maar was ook reporter voor het programma. Het programma duurde voortaan 45 minuten, wat ongeveer dubbel zoveel is als in het voorgaande seizoen. Er is geen presentatiestudio meer. Verheyden presenteerde vanop de redactie of op straat. Na de zomer van 2015 nam Phara de Aguirre de presentatierol over. Ook zij bleef zelf reportages maken.
Eerdere presentatoren waren - chronologisch - Dirk Tieleman, Indra Dewitte, Wim De Vilder en Tim Verheyden.
Koppen werkte ook nauw samen met een ander programma, Panorama. De makers van langere reportages deelden hun kennis en ervaring voor programma's op Eén en Canvas.
In het najaar van 2016 werd Koppen op Eén samengevoegd met Panorama onder de naam Pano, dat ook op Eén terechtkwam.

## Koppen XL
Eenmaal per week en in de zomerprogrammatie (midden juni-september) werd Koppen XL uitgezonden. Hierin werd telkens één lange aangekochte reportage uitgezonden. Annelies Van Herck werd de vaste presentatrice van Koppen XL. In 2015 werd ze opgevolgd door Danira Boukhriss.